# Vodňany I
Vodňany I jsou část města Vodňany v okrese Strakonice v Jihočeském kraji. Tvoří ji historické jádro města. Vodňany I leží v katastrálním území Vodňany o výměře 17,62 km².

## Historie
První písemná zmínka o vesnici pochází z roku 1327.
Vodňany I vznikly k 1. červnu 1980 jako část města Vodňany v okrese Strakonice.

## Obyvatelstvo
| Rok            | 1869  | 1880  | 1890  | 1900  | 1910  | 1921  | 1930  | 1950  | 1961  | 1970  | 1980 | 1991 | 2001 | 2011 | 2021 |
| -------------- | ----- | ----- | ----- | ----- | ----- | ----- | ----- | ----- | ----- | ----- | ---- | ---- | ---- | ---- | ---- |
| Počet obyvatel | 4 193 | 4 012 | 3 897 | 1 669 | 1 695 | 4 120 | 1 200 | 4 391 | 5 111 | 1 103 | 742  | 619  | 530  | 705  | 627  |
| Počet domů     | 500   | 514   | 521   | 199   | 191   | 220   | 194   | 907   | 1 058 | 231   | 196  | 208  | 186  | 170  | 169  |